# 柳州 (古代)
柳州，中国唐朝至元朝设置的州。
唐太宗贞观八年（634年）改南昆州为柳州，因柳江为名。治所在马平县（今广西柳州市）。下辖马平县、新平县（今广西柳江县拉堡镇新兴村）、修德县（后改为武阳县，今广西来宾市寺山乡）、崖山县（今广西宜州市石别镇石排村）、龙城县。后来新平县并入马平县，崖山县改属粤州，修德县改属严州。增辖洛封县（今广西宜州市洛东乡大曹村）、洛容县（今广西鹿寨县平山镇）、象县（今广西鹿寨县雒容镇）。辖境相当今柳州市、柳江县、柳城县、鹿寨县等地。属岭南道。天宝元年（742年）改为龙城郡，乾元元年复为柳州。柳宗元曾被贬为柳州刺史，世称柳柳州。北宋属广南西路。南宋咸淳元年（1265年）移治柳城县龙江（今柳城县东南古城）。元世祖至元十六年（1279年）升为柳州路。
柳州刺史
- 周君谟（武周时）
- 陈思应（742年）
- 张维南（759年）
- 郑某（唐代宗时）
- 李某（贞元末年）
- 陈宪忠（元和年间）
- 王遂（元和年间）
- 柳宗元（815年—819年）
- 崔某（元和年间）
- 吴从（851年）
- 李璞（855年）
- 支讷（咸通年间）
- 卢某（871年）
- 王某（873年）
- 苏仕评（大顺初年）
- 朱友宁（唐昭宗时）
- 柳绅